# Tabernaemontana sessilifolia
Tabernaemontana sessilifolia là một loài thực vật có hoa trong họ La bố ma. Loài này được Baker mô tả khoa học đầu tiên năm 1883.